# Antonio Caro
Antonio Caro (Bogotá, 10 de diciembre de 1950-Bogotá, 29 de marzo de 2021) fue un artista conceptual colombiano que comenzó sus trabajos hacia los finales de la década de 1960. Sus trabajos se basaron en formas no tradicionales que generaban críticas sobre asuntos de la política y la sociedad colombiana.

## Trabajo artístico
Fue un artista contemporáneo conocido por utilizar representaciones visuales conceptuales e icónicas que a menudo hacen comentarios políticos sobre su país natal, Colombia. Desde 1970, Caro construyó una carrera que, según las categorizaciones de la historia y la crítica, denotaba un auténtico ejemplo de arte conceptual en Colombia. Desde entonces, la obra de Caro ha propuesto una mirada crítica sobre las condiciones sociales y políticas de su país, en cuanto a sus connotaciones históricas académicas y populares. 
El trabajo de Caro se basó en procedimientos informales de la práctica artística tradicional, incluyendo fotocopias, instalaciones públicas, exposiciones abiertas, carteles y materiales relacionados con las prácticas culturales indígenas, como la sal, el maíz o el achiote. La gran mayoría de su obra hacía uso del texto como herramienta para comunicar mensajes contundentes. Con esto adquirió los matices paradójicos de un carácter político como medio de producción y difusión. Se puede clasificar al arte de Caro como arte pop con carga política. 
Algunos de sus trabajos importantes son: Sal (1971), el imperialismo es un tigre de papel  (1972), aquinocabeelarte (1972), no hay ningún caso (1974), Colombia-Marlboro (1975), Colombia-Coca Cola (1977), Defender su talento (1977), Todo está muy Caro (1978), Homenaje a Manuel Quintin Lame(1979), Proyecto 500 (1987) y Onoto, entre otros.
En 1998, Caro recibió la prestigiosa Beca Guggenheim.

## Estilo
El estilo artístico único de Caro adoptó muchas formas a lo largo de su carrera. Sin embargo, varios conceptos estilísticos clave le acompañaron a lo largo de los años. Uno de ellos era el uso de materiales inusuales. Desde el metal hasta la cartulina, pasando por la sal y otros productos básicos, el material elegido por Caro nunca fue el utilizado en el arte tradicional. Así mismo, Caro fue un firme opositor de las formas de arte tradicionales y a lo largo de su carrera encontró formas de alejarse de lo típico. Por último, la característica estilística más singular de Caro fue su pasión por crear arte con un mensaje social o político. Casi todas las obras de Caro han sido una crítica política o social sobre lo que él considera importantes temas globales y estrictamente colombianos.

## Carrera temprana
Caro empezó a interesarse por el arte a los 16 años, cuando aún estaba en el instituto. Atribuye su temprano interés por el arte a dos obras concretas: el Tributo de los Artistas Colombianos a Dante y Espacios Ambientales. Caro consideraba personalmente estas obras como cruciales para la formación de su estilo como artista porque ambas transmitían mensajes conceptuales concisos, importantes para ciertos temas sociales y políticos. Como resultado de su nueva pasión, Caro decidió ingresar en la Universidad Nacional de Colombia, en Bogotá, como estudiante de Bellas Artes, poco después de terminar el bachillerato. Sin embargo, a pesar de su intensa pasión por el arte, abandonó la universidad, atribuyendo su falta de éxito académico a su incapacidad para completar el plan de estudios general. A pesar de ello, su paso por la Universidad Nacional de Colombia le acercó a los movimientos políticos que le interesaban y le proporcionó un influyente mentor, Bernado Salcedo. Según Caro, Salcedo fue su modelo más influyente. Juntos se convirtieron en fundadores fundamentales del movimiento de arte conceptual colombiano. Salcedo introdujo a Caro en el arte basado en el texto a finales de la década de 1960, inspirándole a crear SAL. Una obra basada en el texto de la palabra sal hecha con sal. La obra se presentó en Cali, en la Primera Bienal Americana de Artes Gráficas de 1971. SAL fue una de las primeras de su tipo en Colombia y, naturalmente, despertó críticas que afirmaban que la obra carecía de categoría en las formas tradicionales. Las críticas que recibieron Caro y Salcedo a principios de la década de 1970 les inspiraron a producir obras más basadas en ideas y en temas sociales colombianos. Como resultado, el movimiento que Caro y Salcedo habían establecido en Colombia comenzó a crecer al margen de los movimientos de arte conceptual de la misma época en otros países latinoamericanos.

## Obras de arte

### Cabeza de Lleras
Presentada en octubre de 1970 en el XXI Salón Nacional de Artistas que tuvo lugar en el Museo Nacional de Bogotá. La pieza es típica (1966-70). La obra es un busto hecho de sal que se ve con unas gafas encerradas en un recipiente de cristal sobre un pedestal. El suelo de la galería Watee para simbolizar un acto de denuncia sobre los valores hegemónicos de la sociedad. El resultado creado por la obra hizo que el periodista Alegre Levy afirmara «¡Se inundó el salón!» en su artículo del gran diario bogotano El Tiempo. Una frase que ha acompañado a la obra desde entonces.

#### Interpretación de Cabeza de Lleras
Durante los años 1960 y hasta finales de los 1970, el grupo político colombiano El Frente Nacional se hizo con el poder sobre los partidos conservador y liberal de Colombia. El grupo pretendía ser una fuerza unificadora entre los intereses opuestos que habían asolado el país en las décadas anteriores. Sin embargo, el Frente Nacional resultó ser una oligarquía formada por importantes intereses empresariales y autoridades de la Iglesia Católica. El grupo llenó el vacío de poder dejado por los conservadores y liberales de Colombia y estableció su propio estado tiránico con el pretexto de la democracia. La obra de Caro recoge una representación de uno de los primeros presidentes del grupo, Carlos Lleras Restrepo. Cabeza de Lleras fue realizada para captar tanto las insuficiencias y debilidades de la jerarquía política que Lleras representaba como la destrucción y el menoscabo cultural que empezaba a producirse. La sal que compone el busto de Lleras representaba tanto la debilidad del gobierno actual, según Caro, como las tradiciones culturales de la civilización indígena chibcha. En el título original, Homenaje tardío de sus amigos y amigas de Zipaquirá, Manaure y Galerazamba, las tres ciudades mencionadas Zipaquirá, Manaure y Galerazamba son ciudades colombianas conocidas por sus antiguas industrias salineras. Además, el agua vertida en el lugar, según Caro, estableció las aguas siempre presentes de la historia que iban a disolver finalmente la jerarquía tiránica de la opresión y, junto con ella, la columna vertebral cultural de Colombia.

### Aquí no cabe el Arte
Presentada por primera vez en el XXIII Salón de Artistas Nacionales (1972) de Bogotá, «Aqui no cabe el Arte» de Caro fue la única obra textual de este tipo entre las otras cuarenta y cuatro presentadas en aquel momento. La pieza estaba formada por dieciséis carteles blancos con una letra afilada y angulosa escrita en negrita en el centro de cada cartel. Cada letra estaba colocada una al lado de la otra y juntas medían once metros de longitud. Debajo de cada cartel figura el nombre de una víctima asesinada por las fuerzas gubernamentales tiránicas de Colombia, principalmente el Frente. Caro intenta utilizar el poder de las palabras escritas para llamar la atención sobre la injusticia política.
La obra de Caro «Aquí no cabe el arte» se realizó tras la elección de Misael Pastrana Borrero como presidente de Colombia. Tras su toma de posesión en 1970, Borrero comenzó a instaurar la ley marcial y, en consecuencia, a suprimir las libertades civiles. Las acciones de fuerza utilizadas contra las huelgas políticas organizadas, así como la eliminación de líderes locales populares, fueron cada vez más numerosas durante el mandato de Borrero. Como consecuencia del ambiente político que se vivía en Colombia, Caro creó la obra para poner de manifiesto las numerosas atrocidades que se cometían en la época. Algunos de los hechos más conocidos son el asesinato del estudiante universitario Rómulo Carvahlo durante la presidencia de Carlos Lleras Restrepo. La muerte de Carvahlo es descrita por Caro como un antecedente de la masacre de estudiantes tras una insurrección organizada durante el mandato de Borrero. Además, también se menciona en la obra la brutal masacre de los indígenas guahibos en la región de las Planas de Colombia. Entre otros, estos dos acontecimientos le parecieron a Caro dignos de atención y, por lo tanto, fueron un motivo importante para la creación de la obra.

### El imperialismo es un tigre de papel
Expuesta originalmente en 1973 en la exposición Nombres nuevos en el arte de Colombia, El imperialismo es un tigre de papel fue la recreación de la famosa expresión de Mao Tse Tung "El imperialismo es un tigre de papel". La obra es una pancarta roja de seda, típicamente utilizada en las protestas. En la pancarta había grandes letras blancas que formaban la famosa declaración de Mao. Además, en cada lado de la pancarta Caro colocó un total de doce siluetas de tigres para utilizar eficazmente los espacios ambientales de la exposición. La acción de colocar los tigres individuales fue captada en una famosa fotografía tomada de la obra por los reporteros de La República.

#### Interpretación deEl imperialismo es un tigre de papel
La reincorporación de Caro de la frase de Mao fue creada para dar a conocer la influencia del Pequeño Libro Rojo de Mao en el establecimiento de nuevas ideas entre los jóvenes colombianos. Como dijo el mismo Caro: «La frase me llegó por inercia, por el contexto. Lo que hice fue convertir la frase en algo palpable». Con la creación de «Aquí no cabe el Arte», Caro quiso aprovechar el impulso de su éxito anterior para volver a hacer una crítica política, al tiempo que aportaba nuevas ideas que le parecían políticamente relevantes.

### Colombia-Marlboro
En 1973 Caro inició el proyecto Marlboro con el fin de criticar el creciente consumismo en Colombia. El proyecto Colombia-Marlboro se refiere a una serie de piezas distintas que son rediseños del logotipo de la marca Marlboro con "Colombia" en lugar de Marlboro. Una de las piezas más conocidas de este proyecto fue presentada por Caro en la galería de Agudelo y estaba hecha con cartulina blanca y papel de seda rojo. Debajo de la pieza colgaban una serie de banderas con el diseño de Marlboro y el nombre de Caro en lugar de la palabra Marlboro.

#### Interpretación de Colombia-Marlboro
El objetivo del proyecto de Caro era poner de manifiesto la creciente mentalidad consumista que empezaba a ver expandirse en Colombia. Para ello, quería utilizar el sistema publicitario contra las grandes potencias industriales. Aunque el proyecto se dirige aparentemente a los fumadores, la intención real de la obra pertenecía a un movimiento de globalización más amplio que apasionaba a Caro. En una declaración sobre el proyecto, Caro describe algunas de las principales ideas que deseaba sacar a la luz.

No soy sociólogo, ni historiador, ni ninguna de esas cosas, pero soy miope; eso me permite ver muchas cosas de la realidad como por ejemplo, que en esa época había mucha gente vendiendo Marlboro en la calle. De ahí surgió la propuesta que consistía en fusionar el diseño de Marlboro y la palabra Colombia.

### Colombia-Coca-Cola
Presentado originalmente en la exposición Lápiz y Papel de Jonier Marín en 1976. La obra era un dibujo en grafito que se asemejaba al famoso logotipo de Coca-Cola, pero en lugar del nombre de Coca-Cola estaba escrito "Colombia" en el mismo tipo de letra. Ese mismo año, Caro recreó la obra y la presentó en el XXVI Salón Nacional de Artistas. En esta ocasión, la obra se realizó en metal para que se pareciera más a los carteles publicitarios de Coca-Cola. Además, Colombia se pintó sobre el metal en lugar de dibujarse.

#### Interpretación de Colombia-Coca-Cola
De forma similar al contexto que subyace a Colombia-Marlboro. Caro quería poner de relieve el creciente consumismo en Colombia que, en su opinión, estaba ejerciendo presiones capitalistas e imperialistas sobre la identidad colombiana. Debido a la respuesta positiva que recibió tras el proyecto Marlboro, Caro decidió seguir utilizando la manipulación de la publicidad para seguir difundiendo sus ideas. También se estaban llevando a cabo trabajos similares en países latinoamericanos cercanos, como Brasil. Aunque no se sabe si el Proyecto Coca-Cola de Cildo Meireles en 1970 tuvo algún efecto sobre Caro, las similitudes son útiles para entender el contexto mayor de las obras basadas en la publicidad. El deseo general de Caro para la pieza era que fuera un símbolo de la "americanización" de la industria colombiana. Caro sentía entonces que el gobierno colombiano se había vendido a las manos de gigantes industriales estadounidenses como Coca-Cola.

## Distinciones
- 1999:  Nominado para el Premio Luis Caballero 211 Versión, Instituto Distrital de Cultura y Turismo, Bogotá (Colombia)
- 1998: Beca para Artístico Residencies Colombia @– México
  - Guggenheim Beca
- 1996:  Beca de creación, Colcultura
- 1992:  Beca de creación, Colcultura
- 1987:  Honorable Menciona, XXXI Salón Nacional de Artistas, Medellín (Colombia)
- 1976:  Medalla, XXXVI Salón Nacional de Artistas, Bogotá (Colombia)
- 1972:  Bolsa de trabajo, VI Salón de Agosto, Museo de Arte Contemporáneo, Bogotá (Colombia)

## Exposiciones
- 2012: «En Montería, todo está muy caro», Museo Zenú de Arte Contemporáneo, Montería (Colombia)
- 2010: Antes de Cuiabá, Galería Casas Riegner, Bogotá (Colombia)
- 2008: Antonio Caro, Museo Antropológico y de Arte Contemporáneo (MAAC) Guayaquil (Ecuador)
- 2007: Encuentro Internacional Medellín, Medellín (Colombia)
  - Taller en Cali, Universidad Javeriana, Cali (Colombia)
- 2006: Taller en Manizales, Universidad de Claldas
  - Taller Corumbá, Invitado por el Festival de América  Sud TODO ESTÁ MUY CARO
  - Exposición antológica de Antonio Caro, Sala RG, Fundación Celarg, Caracas (Venezuela)
- 2003: TODO ESTÁ MUY CARO, Retrospectivo 1970@–2002, Museo de La Ciudad, Quito (Ecuador)
- 2002: TODO ESTÁ MUY CARO, Retrospectivo 1970@–2002, Museo de Arte Moderno La Tertulia, Cali (Colombia)
  - Los Trabajos del Más alto, Centro Cultural Comfandi, Cali (Colombia)
- 2001: Los Trabajos del Más alto, Galería Santa Fe, Bogotá (Colombia)
- 2000:  Talleres en México, Centro de Información Cultural de México, Bogotá (Colombia)
- 1998:  Muestra de trabajos, Museo de Arte Moderno, Bogotá (Colombia)
  - Itinerancia del Más alto, Convenio Andrés Bello, Bogotá (Colombia)
  - TODO ESTÁ MUY CARO, Banco de la República, Medellín (Colombia)
  - Museo de Arte Moderno, Bucaramanga (Colombia)
- 1997:  Instalaciones, Galería Santa Fe, Bogotá (Colombia)
  - TODO ESTÁ MUY CARO, Banco de la República, Pereira (Colombia)
- 1996:  TODO ESTÁ MUY CARO, Banco de la República, Cúcuta (Colombia)
  - Museo Tayrona, Santa Marta (Colombia)
  - Teatro Amira de la Rosa, Barranquilla (Colombia)
- 1994:  Killkawawa, Museo de “La Bagatela”, Cúcuta (Colombia)
  - Biblioteca Luis Ángel Arango, Bogotá (Colombia)
- 1993: Proyecto Postal, Galería Santa Fe, Bogotá (Colombia)
- 1992:  Proyecto Quinientos, Galería Círculo, Bogotá (Colombia)
- 1991:  Charla de presentación de “Proyecto Quinientos”, Museo de Bellas Artes, Caracas, Venezuela
  - Museo Jesús Soto, Ciudad Bolívar, Venezuela
- 1990:  Muestra Antológica, Museo de Arte Moderno, Cartagena (Colombia)
- 1989:  Charla de presentación de «ProyectoQuinientos», Centro de Artes, Quito (Ecuador)
  - Pontificia Universidad, Cuenca (Ecuador)
  - Casa de la Cultura, Guayaquil (Ecuador)
- 1987:  Audiovisual, Nosferatu, Barranco, Lima (Perú)
  - Maíz, Museo de Arte, Universidad Nacional, Bogotá (Colombia)
- 1984:  Ven Un Firmar, Galería Artes, Quito (Ecuador)
- 1983:  Maíz, Biblioteca Pública Piloto, Medellín (Colombia)
- 1982:  Cuadernos de Poesía, Museo de Arte Moderno, Bogotá (Colombia)
- 1980:  Caro, Museo de Arte y Cultura popular, Cuiaba, Brasil
- 1977:  Homenaje Un Manuel Quintín Lame, Centro de Arte Actual (Museo de Arte), Pereira (Colombia)
- 1974: Defienda su Talento, Galería Belarca, Bogotá (Colombia)
- 1973:  El Imperialismo es un Tigre de Papel, Galería Barrios, Barranquilla (Colombia)
  - Colombia @– Marlboro, Galería San Diego, Bogotá (Colombia)

## Exposiciones grupales
- 2002: Naturaleza y Paisaje, Museo de Arte Moderno La Tertulia, Cali (Colombia)
  - Texto y Textualidad, Museo de Arte Moderno La Tertulia, Cali (Colombia)
- 2000:  Define “Contexto”, Un.P.E.X., Nueva York, Estados Unidos.
- 1999:  Arte Correo, Museo de Filatelia, Oaxaca (México)
  - Global Conceptualism, Museo de Reinas, Nueva York (Estados Unidos)
  - Lugar de Enlace, Centro Colombo-Venezolano de Cultura, Bogotá (Colombia)
- 1998:  Fragilidad, Museo de Arte Universidad Nacional, Bogotá (Colombia)
- 1997:  Sellos, Galería Santa Fe, Bogotá (Colombia)
- 1995:  Comportamiento del Paisaje, Museo de Arte Moderno La Tertulia, Cali (Colombia)
- 1994:  Esto Ningún es una Pipa, Casa Wiedemann, Bogotá (Colombia)
- 1992: Por Humor al Arte, Biblioteca Luis Ángel Arango, Bogotá (Colombia)
- 1988:  Libro Objeto por Correo, EI Archivero, México D.F. (México)
  - I Bienal de Arte Joven, Museo de Arte Moderno, Bogotá (Colombia)
- 1987: Proyecto Quinientos, XXXI Salón de Artistas Nacionales, Medellín (Colombia)
- 1985:  Barney, Caro, Echeverri, Biblioteca Pública Piloto, Medellín (Colombia)
- 1980:  Artes Para los Años Ochenta, Museo de Arte Moderno La Tertulia, Cali (Colombia)
- 1977: Los Novísimos Colombianos, Museo de Arte Contemporáneo, Caracas (Venezuela)
- 1976:  XXVI Salón Nacional de Artistas, Museo Nacional, Bogotá (Colombia)
  - Lápiz y Papel, Museo de Arte Moderno, Bogotá (Colombia)
- 1975:  I Salón Atenas, Museo de Arte Moderno, Bogotá (Colombia)
- 1974:  Semana latinoamericana, I.C.Un., Londres, Inglaterra
- 1973:  Nuevos Nombres, Museo de Arte Moderno, Bogotá (Colombia)
- 1972:  VI Salón de Agosto, Museo de Arte Contemporáneo, Bogotá (Colombia)
  - III Bienal de Medellín, Medellín (Colombia)
- 1971: I Bienal Americana de Artes Gráficas, Museo de Arte Moderno La Tertulia, Cali (Colombia)
- 1970:  XXI Salón Nacional, Museo Nacional, Bogotá (Colombia)

## Colecciones
- Tate Moderno, Londres (Inglaterra, Reino Unido)
- Banco de la República (Colombia)
- Museo de Arte Moderno, Bogotá (Colombia)
- La Tertulia Museo, Cali (Colombia).
- Museo de Arte Moderno, Pereira (Colombia).
- Museo de reinas, Reinas, Nueva York (Estados Unidos)
- Museo de Arte de Pereira (Colombia)